# Демант Пітер Сигизмундович
Петер Зиґму́ндович Дема́нт (рос. Петер Зигмундович Демант; літературний псевдонім — Вернон Кресс; *2 серпня 1918, Інсбрук — †11 грудня 2006, Москва) — російський письменник і громадський діяч єврейського походження.
Жертва сталінських репресій.

## Біографія
Петер Демант народився в родині кадрового військового лікаря в 1918 році в Інсбруку (Австрія). Батько — Зиґмунд Демант, мати — Паула Швайцер. Дитинство та юність минули на Буковині, в Чернівцях. Він учився в німецькій гімназії, згодом — у Чехословаччині.
В 1939 році П. Демант закінчив Ахенський технологічний інститут і повернувся до Чернівців. Був призваний на військову службу до румунської армії. Був перекладачем з англійської мови при радіобюро Генерального штабу Румунії.
Після 28 червня 1940 року, коли Північна Буковина увійшла до складу УРСР, П. Демант працював майже рік у місцевому Краєзнавчому музеї.

## Ув'язнення
13 червня 1941 року П. Деманта було заарештовано співробітниками НКВС і звинувачено в шпигунстві на користь Німеччини. Його швидко осудили і відправили на 5 років у тюремні табори Сибіру — валити ліс. Після повного відбуття строку судимості було короткотермінове звільнення, але невдовзі знову арешт. І 12 вересня 1946 року Військовий трибунал Томського гарнізону звинувачує Петера Деманта за статтею № 58 КК РРФСР у «контрреволюційній діяльності, спрямованій на підрив, ослаблення і повалення влади робітничо-селянських рад, а також за спроби ліквідувати основні політичні й національні завоювання пролетарської революції». І за це засуджує його на 10 років позбавлення волі і ще на 5 років позбавлення засудженого конституційних прав після тюремного строку.
Далі була дорога поїздом під конвоєм на Далекий Схід у порт Находка, завантаження у трюми пароплава «Советская Латвия» і через Охотське море — в Магадан. Потім — табори «Дальстроя»: «Новий піонер», «Спорноє», «Дніпровський» та інші.
Після звільнення Петер Демант, маючи дві вищі освіти, володіючи європейськими (і не тільки) мовами, чудово знаючи радіосправу та опанувавши ще кілька дефіцитних спеціальностей, змушений був тривалий час працювати в далекосхідному таборі вантажником у торговій конторі, бо КДБ заборонило керівникам інших організацій брати його на роботу, «щоб він не міг продовжувати антирадянську діяльність». За підрахунками Петера Деманта, за 23 роки його роботи вантажником у торговій конторі в Ягодному (1956–1978), він переніс на своїх плечах приблизно 75 тисяч тонн різних вантажів.
Після остаточного звільнення в 1978 році Деманту пропонували жити в Австрії, США, але він переїхав з Ягідного на Колимі до Москви.
Реабілітували Петера Деманта у Москві в 1991 році, на 74 році життя. Жодного злочину проти народів СРСР і проти радянської влади у нього не було. Письменник-гулагівець помер там же в грудні 2006 року.

## Творчість
Петер Демант — Людина енциклопедичних знань, він володів багатьма мовами, був одним із почесних членів товариства «Меморіал».
П. Демант — знаний письменник, який писав від псевдонімом Вернон Кресс.
Його перу належать романи «Дзеркало тітки Сари», «Золото Монтани», «Сибірські міражі», «Мимохідь», автобіографічні твори «Перше життя», «Зекамерон ХХ століття» і «Мої три пароплави» (автор має на увазі саме ті 3 символічні морські пароплави, які можна було завантажити перенесеними ним за 23 роки 75 тисячами тонн вантажів), тревелог «Перед завісою».
Вийшов у світ і найголовніший твір життя Петера Деманта — «Зекамерон XX століття». Це книга про сталінські концтабори на Колимі, в'язнем яких він був багато років.

## Петер Демант і Україна
Одна з книг, яку написав Пітер Демант, — «Перше життя» присвячена його улюбленим Чернівцям і цікава описами міста поч. ХХ ст., ще за панування Австрії.
У березні 2008 року міський голова Чернівців Микола Федорук відвідав Москву і зустрівся з удовою П. Деманта Іриною Петрівною Вєчною. Саме тоді вона й оголосила останню волю свого чоловіка — подарувати свою бібліотеку рідному місту. На поч. літа 2008 року в муніципальній бібліотеці Чернівців ім. А. Добрянського отримали подарунок — понад 5 тисяч унікальних книжок, зібраних на Колимі та в Москві. Разом із бібліотекою Петера Деманта (Вернона Кресса) Чернівці отримали портрет письменника та кілька його особистих речей, серед яких маска шамана з Колими, яку все життя зберігав Петер Демант. Мер міста пообіцяв удові письменника до ювілею перевидати книгу «Перше життя».